# 保良局志豪小學
保良局志豪小學（英語：Po Leung Kuk Horizon East Primary School）是香港屯門區一間男女資助小學，於1987年創立。

## 歷史
本校創辦於1987年，前身為位於屯門良景邨的保良局方王錦全小學上午校，於二零零一年獲教統局於現址增撥一千禧型全新校舍，開辦全日制學校，成為屯門區首間獲批轉制之小學。保良局志豪小學於二零零一年九月一日正式投入服務，後得保良局何志豪總理捐款增善設施，遂將學校禮堂命名為何志豪堂。

## 校舍

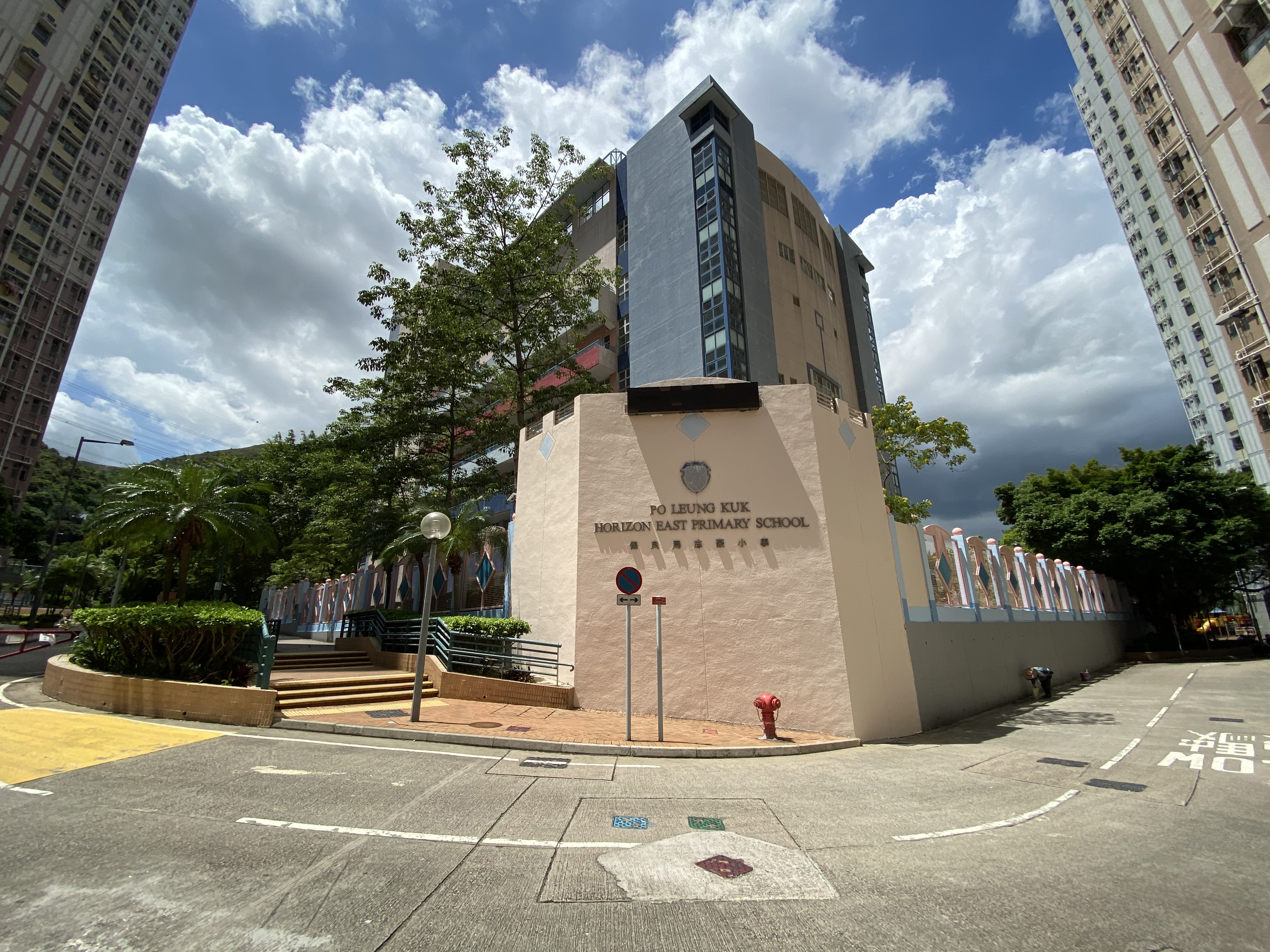

## 事件

### 學生被列緊密接觸者
本港新冠肺炎疫情反覆，今日再有本地不明源頭個案。屯門一間小學則有學生被列為染疫者的緊密接觸者，需要停課2天。據悉，涉事小學為屯門保良局志豪小學，據該校向家長發出的通告指，衞生防護中心通報該報，一名學生被列為緊密接觸者，學校將於明日(23日)及後日(24日)停課2天，所有校內活動取消。
東網向保良局志豪小學查詢涉事學生最遲哪一天曾經返學、校內有否其他同學不適，該校負責人表示，暫沒有任何回應，保良局轄下學校會由局方統一發布消息。

## 教師團隊
- 校長 1人 (李秀蘭校長)

- 副校長 2人

- 主任 9人

- 副主任 5人

- 圖書館主任 1人

- 學生支援老師 1人

- 老師 41人

- 外籍英語老師 1人

- 社工 2人

- 教育心理學家 1人[7]